# Saurita musca
Saurita musca är en fjärilsart som beskrevs av William Schaus 1892. Saurita musca ingår i släktet Saurita och familjen björnspinnare. Inga underarter finns listade.